# Catallagia calisheri
Catallagia calisheri är en loppart som beskrevs av Eads et Campos 1979. Catallagia calisheri ingår i släktet Catallagia och familjen mullvadsloppor. Inga underarter finns listade i Catalogue of Life.